# Nordbruk
Nordbruk är en ideell förening, den svenska grenen av den globala småbonderörelsen CPE (Coordination Paysanne Européene) och La Via Campesina. Nordbruk är en bondeorganisation i Sverige för spridning av information och debatt om landsbygds- och naturresursfrågor. De har även fiskare och renägare som medlemmar.
Organisationen kritiserar bland annat EU:s jordbrukspolitik.